# دیزج جالو
دیزج جالو یکی از روستاهای استان آذربایجان شرقی است که در دهستان بزکش بخش مرکزی شهرستان اهر واقع شده‌است.این روستا ۱۹۷ نفر جمعیت دارد.